# Episodi di Babes (serie televisiva 1990)
La prima e unica stagione della serie televisiva Babes è stata trasmessa in anteprima negli Stati Uniti d'America dalla Fox tra il 13 settembre 1990 e il 9 maggio 1991.
| nº | Titolo originale                             | Titolo italiano | Prima TV USA      | Prima TV Italia |
| -- | -------------------------------------------- | --------------- | ----------------- | --------------- |
| 1  | Pilot                                        |                 | 13 settembre 1990 |                 |
| 2  | Bend Me, Shape Me                            |                 | 20 settembre 1990 |                 |
| 3  | Everything But Love                          |                 | 27 settembre 1990 |                 |
| 4  | The One Where Charlene Meets Ronnie's Mother |                 | 11 ottobre 1990   |                 |
| 5  | Temper, Temper                               |                 | 18 ottobre 1990   |                 |
| 6  | No Regrets                                   |                 | 25 ottobre 1990   |                 |
| 7  | Dream Vacation                               |                 | 1º novembre 1990  |                 |
| 8  | Marlene's Problem                            |                 | 8 novembre 1990   |                 |
| 9  | The Thanksgiving Show                        |                 | 22 novembre 1990  |                 |
| 10 | Ribs                                         |                 | 6 dicembre 1990   |                 |
| 11 | Rent Strike                                  |                 | 20 dicembre 1990  |                 |
| 12 | Most Likely to Succeed                       |                 | 10 gennaio 1991   |                 |
| 13 | All Bummed Out                               |                 | 24 gennaio 1991   |                 |
| 14 | Babes, Lies, & Videotape                     |                 | 31 gennaio 1991   |                 |
| 15 | Hello, Dolly                                 |                 | 7 febbraio 1991   |                 |
| 16 | Babes in Boyland                             |                 | 14 febbraio 1991  |                 |
| 17 | Mom                                          |                 | 21 febbraio 1991  |                 |
| 18 | The Last Temptation of Marlene               |                 | 14 marzo 1991     |                 |
| 19 | The House of Gilbert                         |                 | 28 marzo 1991     |                 |
| 20 | Not Married with Children                    |                 | 25 aprile 1991    |                 |
| 21 | 11 Angry Men and Charlene                    |                 | 2 maggio 1991     |                 |
| 22 | Three's a Crowd                              |                 | 9 maggio 1991     |                 |